# Barrage de Moukoukoulou
Die Barrage de Moukoukoulou (auch französisch barrage hydroélectrique de Moukoukoulou) ist eine Talsperre mit Wasserkraftwerk am Fluss Bouenza in der Republik Kongo. Die Talsperre wurde von chinesischen Technikern aufgebaut und 1979 in Betrieb genommen, um Pointe-Noire mit Energie zu versorgen. Das Elektrizitätswerk ist die Hauptquelle der Energieversorgung im Süden des Landes. Aufgrund schwankender Wasserstände und der mangelnden Wartung des Kraftwerks und des Stromnetzes liefert das Kraftwerk oft viel weniger als die installierte Leistung von 74 MW.

## Technische Ausstattung
Die Wasserkraftanlage Moukoukoulou (französisch centrale hydroélectrique de Moukoukoulou) besteht aus einem Absperrbauwerk aus Beton (CFR-Damm oder Gewichtsstaumauer?) mit einem freien Überlauf, einem Wasserzulauf mit Gattern, Kopfventilen, Zufuhr- und Druckrohren, einem Maschinenhaus und einer Außenstation. Die nominale Fallhöhe beträgt 68 m. Das Kraftwerk besteht aus vier Maschinensätzen mit je einer Turbine und einem Synchrongenerator, ausgeführt als Schenkelpolmaschine, mit einer Nennleistung von 18,5 MW.
Auf der elektrischen Seite gibt es zwei Maschinentransformatoren mit je 45 MVA, welche die Generatorspannung von 11 kV auf die Hochspannung im Stromnetz von 110 kV transformiert. Die elektrische Energie wird dabei in ein Stromnetz eingespeist, welches über Umspannwerke in Bouenza Il, Nkayi und Loudima umfasst, daneben noch Umspannwerke, welche mit 35 kV arbeiten und bei Loutété, Madingou und Dolisie sich befinden.
Im Jahr 1985 hatte die Anlage eine maximale Energieproduktion von 400 GWh/Jahr, aber nur die Hälfte davon wurde mangels elektrischer Verbindungsleitungen nach Brazzaville im Stromnetz transportiert. Etwa 240 GWh wurde in der Regenzeit generiert, und 160 GWh in der Trockenzeit. Während der Niedrigwasserperiode im Juni, Juli und August beträgt die garantierte Leistung nicht mehr als 30 MW. Ein Gutachten von 2004 empfahl die Anlage eines Wasserspeichers um ganzjährig die volle Leistung zu erzielen.

## Geschichte
Die centrale hydroélectrique de Moukoukoulou ist die wichtigste Energiequelle im Land. Die Bauarbeiten begannen unter der Präsidentschaft von Marien Ngouabi in einer Sino-kongolesischen Kooperation. Der Damm wurde von chinesischen Technikern 1974 gebaut. Das Elektrizitätswerk wurde 1979 in Betrieb genommen.
Ein Gutachten des Entwicklungsprogramm der Vereinten Nationen (UNDP) und der World Bank von 1988 berichtete, dass die Moukoukoulou Power Plant in schlechtem Zustand sei. Eine einzelne Hochspannungsleitung mit einer Leistung von 225 kW/110 kV verband Moukoukoulou mit Pointe-Noire, so dass die Stadt anfällig für Stromausfälle war. Die Société Nationale d’Electricité (SNE) unterhielt zwei unabhängige Netzwerke, eines in Brazzaville und das andere in Pointe-Noire. Eine Leitung mit einer Betriebsspannung von 225 kV, welche die Netzwerke verbindet, sollte Ende 1988 in Betrieb genommen werden. Damit kann überschüssige Kapazität von Moukoukoulou nach Brazzaville umgeleitet werden und der Bedarf an Importen von Zaire verringert werden. Am Elektrizitätswerk in Moukoukoulou waren umfangreiche Arbeiten an den Zusatzgeräten nötig und einige Probleme mussten beseitigt werde um die Stromerzeugung zu verbessern und die Verlässlichkeit der Anlage zu sichern.
Im April 1998 eroberten Aufständische der Cocoye-Gruppierung den Damm, töteten mehrere Angestellte und unterbrachen für mehrere Wochen die Elektrizitätsversorgung nach Pointe-Noire. Die Anlage wurde beschädigt und lieferte seither nur noch maximal 25 MW. Im April 2002 führte eine Meuterei von 21 Soldaten, welche die Zahlung ihres Soldes forderten, zu einer Unterbrechung der Elektrizität am Moukoukoulou Damm und es ereignete sich ein Blackout im Süden des Landes. Am 2. Mai 2002 wurden die Soldaten aus der Armee entlassen.
2005 berichtete die Organisation für wirtschaftliche Zusammenarbeit und Entwicklung (OECD), dass während des Bürgerkriegs die Generatoren schwer beschädigt worden waren, und, dass es zu erheblichen Engpässen bei Wasser und Strom kam. Die Anlagen der SNE waren heruntergekommen und arbeiteten nurmehr mit einem Drittel ihrer Kapazität. Reparaturen an der Hochspannungsleitung zwischen Moukoukoulou und Brazzaville sollten bald begonnen werden.
Im Mai 2007 besuchte Präsident Denis Sassou Nguesso Moukoukoulou, wo alle vier Generatoren wiederhergestellt waren. 12 Mio. Dollar waren für die Arbeiten aufgewendet worden, und die Arbeiten an den Transformatoren waren noch nicht abgeschlossen. Die Schäden am Übertragungsnetzwerk verhinderte, dass die Energie nach Brazzaville geleitet werden konnte. Die Hauptstadt war noch immer auf Energieimporte aus dem Inga-Kraftwerk in der Demokratischen Republik Kongo angewiesen. Die Reparaturarbeiten wurden von chinesischen Technikern ausgeführt mit 6 miard CFA-Francs an Mitteln von der kongolesischen Regierung.
2017 forderte der Präsident der SNE, Eugène Ondzambe Ngoyi, von der Regierung Mittel für eine General-Überholung der Anlagen in Moukoukoulou. Seit 1979 gab es nur drei Generalüberholungen, obwohl eine Überholung alle vier Jahre empfohlen ist. Am 29. Juli 2018 wurde die SNE aufgelöst und ihr Vermögen und die Mitarbeiter wurden in die neue Energie Electrique du Congo (E2C) eingebracht. Im Oktober 2018 machte das Ministerium für Energie und Wasserkraft eine Ausschreibung für private Firmen für Reparatur, Modernisierung und Betrieb der Moukoukoulou Hydroelectric Power Station.